# Megaphorus frustra
Megaphorus frustra är en tvåvingeart som beskrevs av Cole och Pritchard 1964. Megaphorus frustra ingår i släktet Megaphorus och familjen rovflugor. Inga underarter finns listade i Catalogue of Life.